# Резня в Сайпресс-Хиллс
Резня в Сайпресс-Хиллс (англ. Cypress Hills Massacre) — инцидент, который произошёл 1 июня 1873 года в районе Сайпресс-Хиллс (англ. Cypress Hills), на границе сегодняшних канадских провинций Альберта и Саскачеван, во время которого охотники на волков убили около 20 индейцев, в том числе женщин и детей.
Начиная с 1860 года в связи с кризисом на рынке кожи и меха Компания Гудзонова залива начала уменьшать своё присутствие на Земле Руперта. В связи с этим её место стали занимать различные охотники и промышленники. Одной из таких групп была группа охотников на волков. Охотники ночевали в заброшенном компанией форте. В день, предшествующий расправе, охотники заметили, что у них исчезло несколько лошадей. Подозрения в краже лошадей пали на группу индейцев ассинибойнов, проживающих недалеко от форта. Ранним утром лагерь индейцев был атакован. Были убиты не менее 20 индейцев. Среди жертв также были женщины и дети.
Через несколько месяцев после этих событий информация о них просочилась в прессу в восточной Канаде, вызвав негодование. Это ускорило формирование конной полиции Северо-Западной Канады. Первым заданием новой конной полиции был арест подозреваемых в расправе над индейцами. Однако не удалось доказать участие ни одного из них в убийстве индейцев. В конечном счете расследование в отношении инцидента было прекращено в 1882 году.